# Psittacella
Psittacella és un gènere d'ocells de la família dels psitacúlids (Psittaculidae).

## Llista d'espècies
Aquest gènere està format per cinc espècies que serien les úniques de la subfamília Psittacellinae:
- lloret tigre de Brehm (Psittacella brehmii).
- lloret tigre pintat (Psittacella picta).
- lloret tigre de Lorentz (Psittacella lorentzi).
- lloret tigre modest (Psittacella modesta).
- lloret tigre de Madarasz (Psittacella madaraszi).